# Lista över offentlig konst i Kungälvs kommun
Lista över offentlig konst i Kungälvs kommun är en ofullständig förteckning över främst utomhusplacerad offentlig konst i Kungälvs kommun. 
| Titel                              | Konstnär(er)         | Årtal | Beskrivning | Typ - material                  | Stadsdel/ort | Plats Koordinater                               | Bild                                                             |
| ---------------------------------- | -------------------- | ----- | ----------- | ------------------------------- | ------------ | ----------------------------------------------- | ---------------------------------------------------------------- |
| Trekungamötet                      | Arvid Källström      | 1959  |             | Skulptur - Brons på stensockel  | Centrum      | Nytorget 57.87309, 11.97884                     | Trekungamötet                                                    |
| Elefantporten                      | Lars Hansson         | 2002  |             | Skulptur - Bohusgranit          | Centrum      | Strandparken 57.86515, 11.99257                 | Elefantporten                                                    |
| Krukan                             | Leo Petterson        | 2001  |             | Skulptur - Bohusgranit          | Centrum      | Rondellen Strandgatan 57.86851, 11.98341        | Krukan                                                           |
| Balans                             | Rino Bozajic         | 1993  |             | Skulptur - Brons och Betong     | Centrum      | Framför Mimershallen 57.87604, 11.97451         |                                                                  |
| Ymer                               | Asbjörn Andresen     |       |             | Skulptur - Röd granit           | Centrum      | Strandparken 57.86145, 11.99652                 | Ymer                                                             |
| Saknar titel                       | Ivan Stuffe          | 1982  |             | Skulptur - Brons och Betong     | Ytterby      | Utanför Ytterbyhemmet koordinater saknas        |                                                                  |
| Saknar titel                       | Okänd                |       |             | Gjutjärn och Betong             | Centrum      | Torggatan koordinater saknas                    |                                                                  |
| Möte                               | Rino Bozajic         | 2003  |             | Skulptur - Granit och Stål      | Centrum      | Liljedal 57.87, 11.98091                        | Möte                                                             |
| Fanfar                             | Björn Bergsten       | 2004  |             | Skulptur - Stål                 | Centrum      | Utanför Mimers Hus 57.87464, 11.97737           |                                                                  |
| Vikingaskepp                       | Rolf Denman          |       |             | Skulptur - Brons och Betong     |              | koordinater saknas                              |                                                                  |
| För stor för sitt bo               | Kristina Schmid      | 2008  |             | Skulptur - Bemålad brons Granit | Ytterby      | Ytterby Torg koordinater saknas                 |                                                                  |
| Billedvogteren på sin trappesokkel | Pontus Kjerrman      | 2002  |             | Brons och Betong                | Centrum      | Strandparken 57.86598, 11.98853                 | Billedvogteren på sin trappesokkel                               |
| Oskar II                           | Axel Edvard Brambeck | 1896  |             | Skulptur - Brons och Granit     | Marstrand    | Badhusplan koordinater saknas                   | Ladda upp en bild av detta konstverk                             |
| Limbo                              | Patrick Nilsson      | 2004  |             | Installation                    | Centrum      | Mimers Hus, matsal (inomhus) 57.8754, 11.97677  | Det är troligen inte ok att ladda upp en bild av detta konstverk |
| Is-Land                            | Ragna Róbertsdóttir  | 2004  |             | Installation                    | Centrum      | Mimers Hus, foaljé (inomhus) 57.87479, 11.97782 | Det är troligen inte ok att ladda upp en bild av detta konstverk |
| Techne                             | Carolina Falkholt    | 2016  |             | Installation                    | Centrum      | Mimers Hus, foaljé (inomhus) 57.87479, 11.97782 | Techne                                                           |
| Okänd titel                        | Thina Segerström     | 1999  |             | Skulptur - Brons                |              | Skogskyrkogåården 57.87199, 12.0023             |                                                                  |
| Slow Life                          | Monica Funck         | 2009  |             | Skulptur - Granit / Konglomerat | Centrum      | Utanför Mimers Hus 57.87468, 11.97766           |                                                                  |